# Bugula stolonifera
Bugula stolonifera är en mossdjursart som beskrevs av Ryland 1960. Bugula stolonifera ingår i släktet Bugula och familjen Bugulidae. Arten har ej påträffats i Sverige. Inga underarter finns listade i Catalogue of Life.